# アコレード

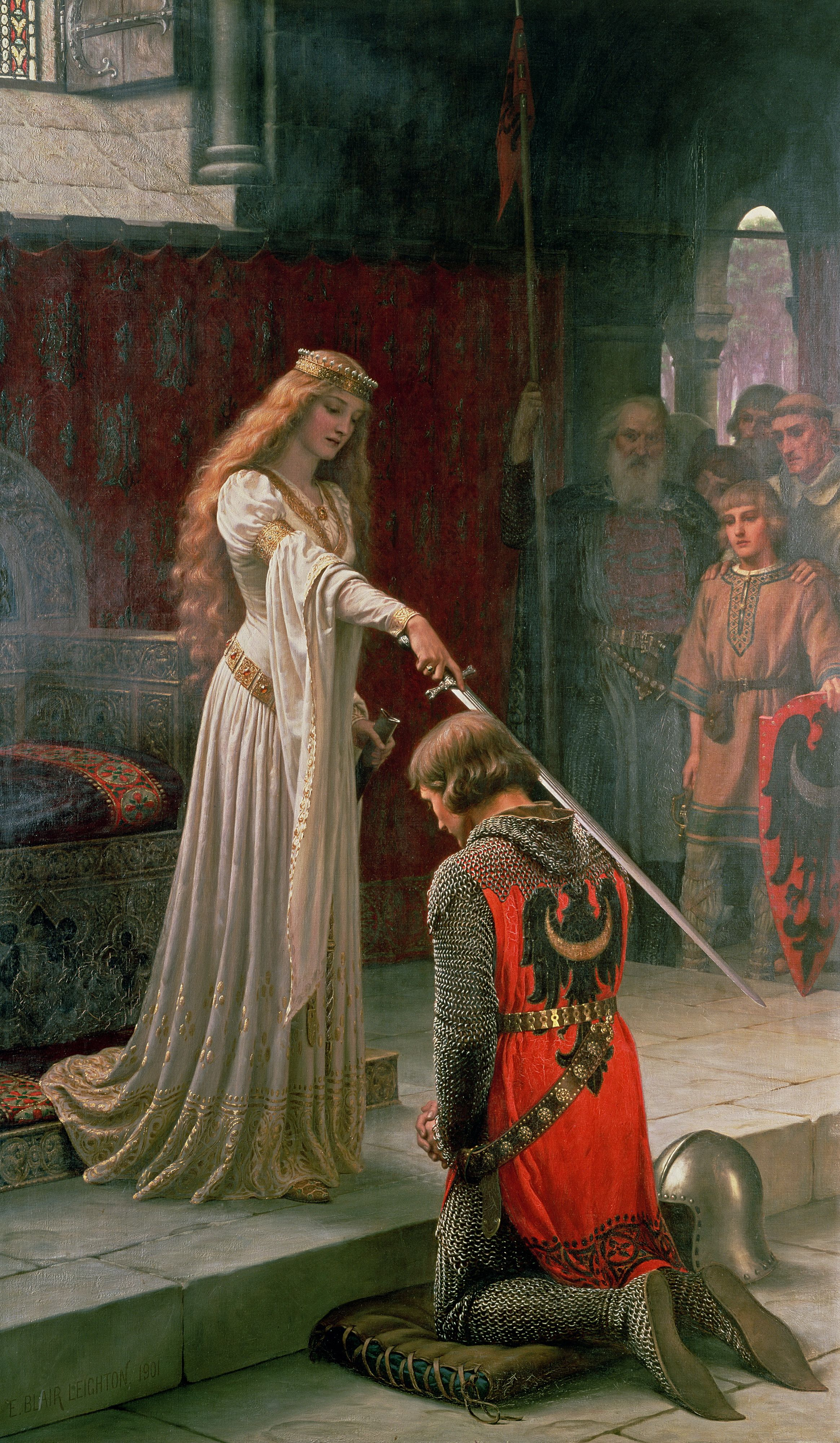
『アコレード』（エドモンド・レイトン画、1901年）

アコレード（英語: accolade、dubbing、adoubement、ラテン語: benedictio militis）は、中世において騎士の資格を授与するための通過儀礼のハイライトをなす行為である。1852年頃から、アコレードという言葉は、称賛、表彰、栄誉などのより一般的な意味で使われるようになった。

## 語源
アコレードは、1611年に初めて使われたフランス語で、オック語のacoladaに由来する。これは、ラテン語のad（「～に対して、～へ」）＋collum（「首」）に由来し、オック語ではもともと「抱擁」を意味する。
騎士の剣で肩を叩くことをもって称号が授与されるたとみなされることから、アコレードはdub（国王が抜いた剣で、肩を軽く叩き爵位を授けるという意）とほぼ同じ言葉である。

## 歴史

### 式典

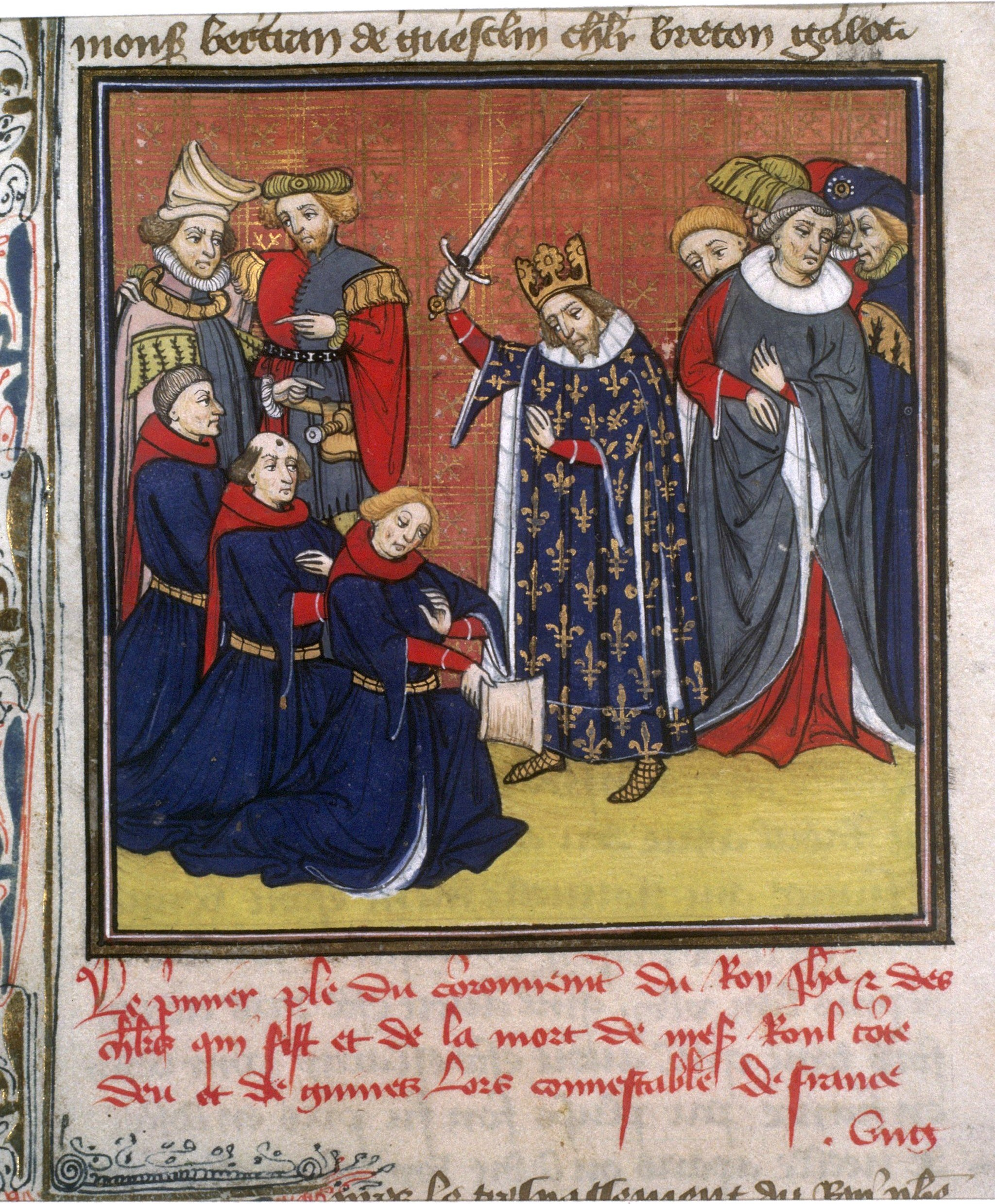
アコレードを行うジャン2世（15世紀初頭）

アコレードは、騎士の爵位を叙勲するための儀式であった。受章者の肩を剣の平らな面で軽く叩くだけでなく、首を抱くなど、さまざまな形がある。最初の例でいうと、叙勲を受ける者は君主の前でナイト・スツールに跪く（ナイト・スツールの参考画像として記事の後半に掲載しているジョージ6世がオリバー・リースにアコレードを行っている写真が挙げられる）。君主は剣の刃の側面をアコレードの右肩に当て、剣をアコレードの頭上ギリギリまで持ち上げ、刃の同じ側が騎士の体に触れるように反時計回りに反転させて、左肩に当てる。その後、受賞者が立ち上がり、王や女王から新しい騎士の記章が授与される。俗説に反し、"Arise, Sir ... "などという言葉は使われない。
実際の儀式や、どの時代にどんな方法が使われていたかについては、歴史家の間でも意見が分かれている。抱きしめたり、首や頬を軽く叩いたりしたという説もある。トゥールのグレゴリウスは、フランスの初期の王は、金色のショルダーベルトを授与する際、騎士の左頬にキスをしたと著している。歴史上では、ウィリアム1世が息子のヘンリー1世に爵位を授け、その栄誉を称える儀式を行った際に「殴打」をしたと記録されている。

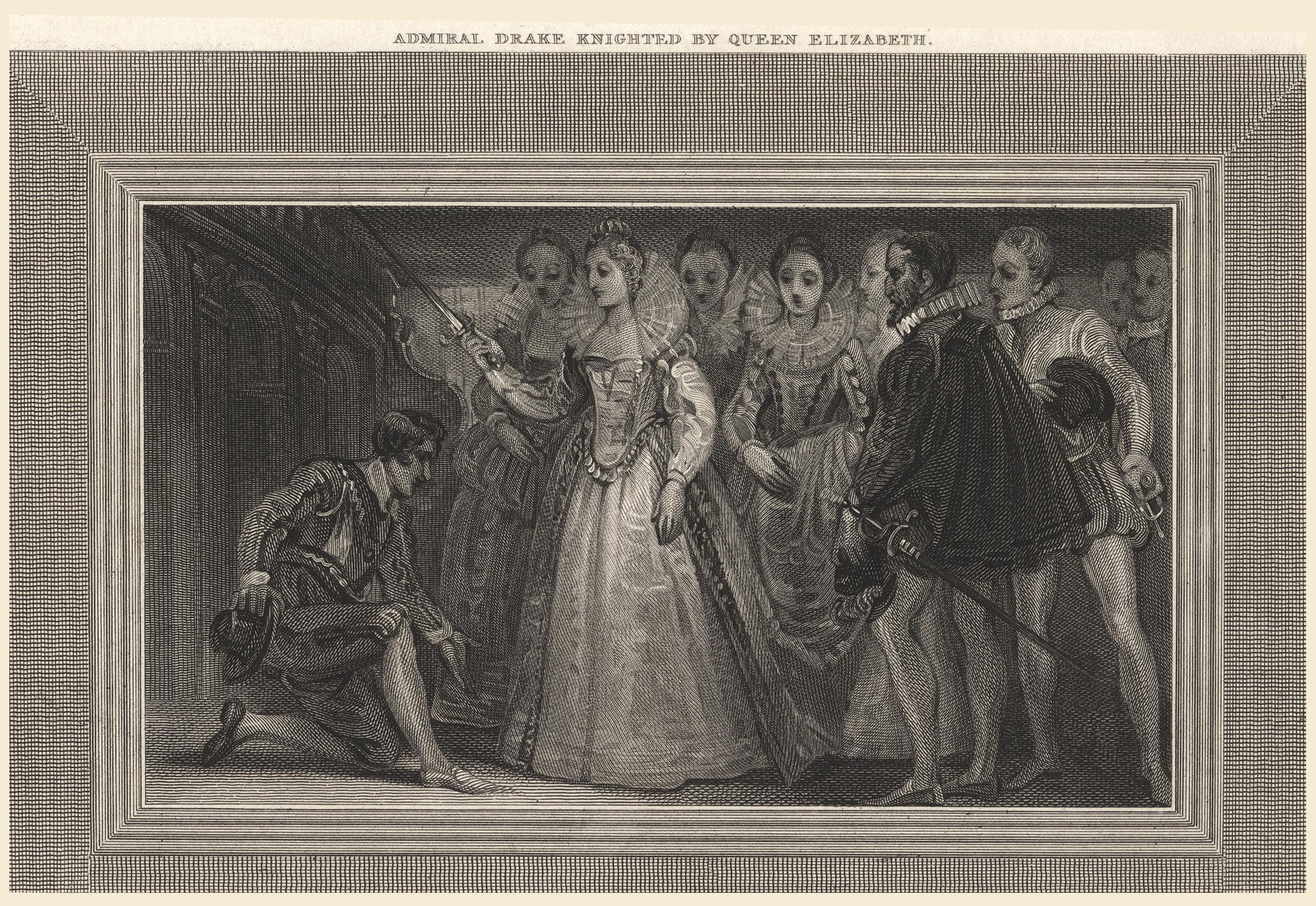
エリザベス1世から爵位を授与される際、剣で両肩を叩かれるフランシス・ドレーク（左下、1581年）

この殴打（blowまたはcolée）は当初は本当に素手の拳で耳を殴るものだったが、その後、剣の平らな部分を首の横に当て、優しく撫でることで代用されるようになった。これが発展して、肩を叩く習慣になり、現在でもイギリスではその習慣が残っている。
ゲルマン人の初期の成人式では、成人した若者に腰につけた武器を贈るという風習があったが、10世紀から11世紀にかけて、未成年者が成人したことを示すためにどんどん精巧に作られるようになった。当初は、戦場で行われることが多い簡素な儀式で、ロマンス小説の作家たちはそれを楽しんでいたとされている。バイユーのタペストリーのパネルには、ウィリアム1世がハロルド2世を騎士にした様子が描かれているが、具体的にどのようなアコレードを行ったのかは明確に表現されていない。別の騎士（軍隊の指揮官）は、戦士の忠誠心に感銘を受け、戦っている兵士の背中や肩を剣の平で叩き、その兵士が正式な騎士になったことを告げた。その時に発せられる言葉として、「Advances Chevalier au nom de Dieu」などがある。
中世のフランスにおいて、初期の成人式は純粋に世俗的なもので、若い貴族の成人式を示すものだった。1200年頃になると、成人式にはキリスト教の儀式の要素が含まれるようになった（儀式の前に一晩祈りを捧げるなど）。
トロイア戦争やアレキサンダー大王などの伝説的人物を題材にしたフランス語や中英語のロマンス文学では、このような儀式が多く登場している。

### 騎士になる過程
騎士になるための過程には、一般的に次のような段階があった。
見習い（Page）
7歳で訓練を始めた子供は、忠誠心やマナー、その他の重要なスキルについて学び始める。
従者（Squire）
14歳になると、他の騎士を観察し、手伝いをするようになる。見習いに匹敵する立場を占め、装備や矢などの武器を管理する。騎士たちと一緒に狩りをしながら武器の使い方を学び、騎士になるための新兵訓練を受ける。21歳になり、その資格があると判断されれば、騎士の称号が与えられる。従者であっても、重要な任務のために派遣されたり、高官や王族の親族を戦闘で保護したりするなど、奉仕活動で勇敢さなどを示した場合には、早期に直接騎士を授与されることもある。
騎士（Knight）
領主（貴族や王族）に仕える特別な訓練を受けた兵士で、多くの場合は騎兵である。騎士は封建社会において特別な地位を持っていた。

## 現代のアコレード

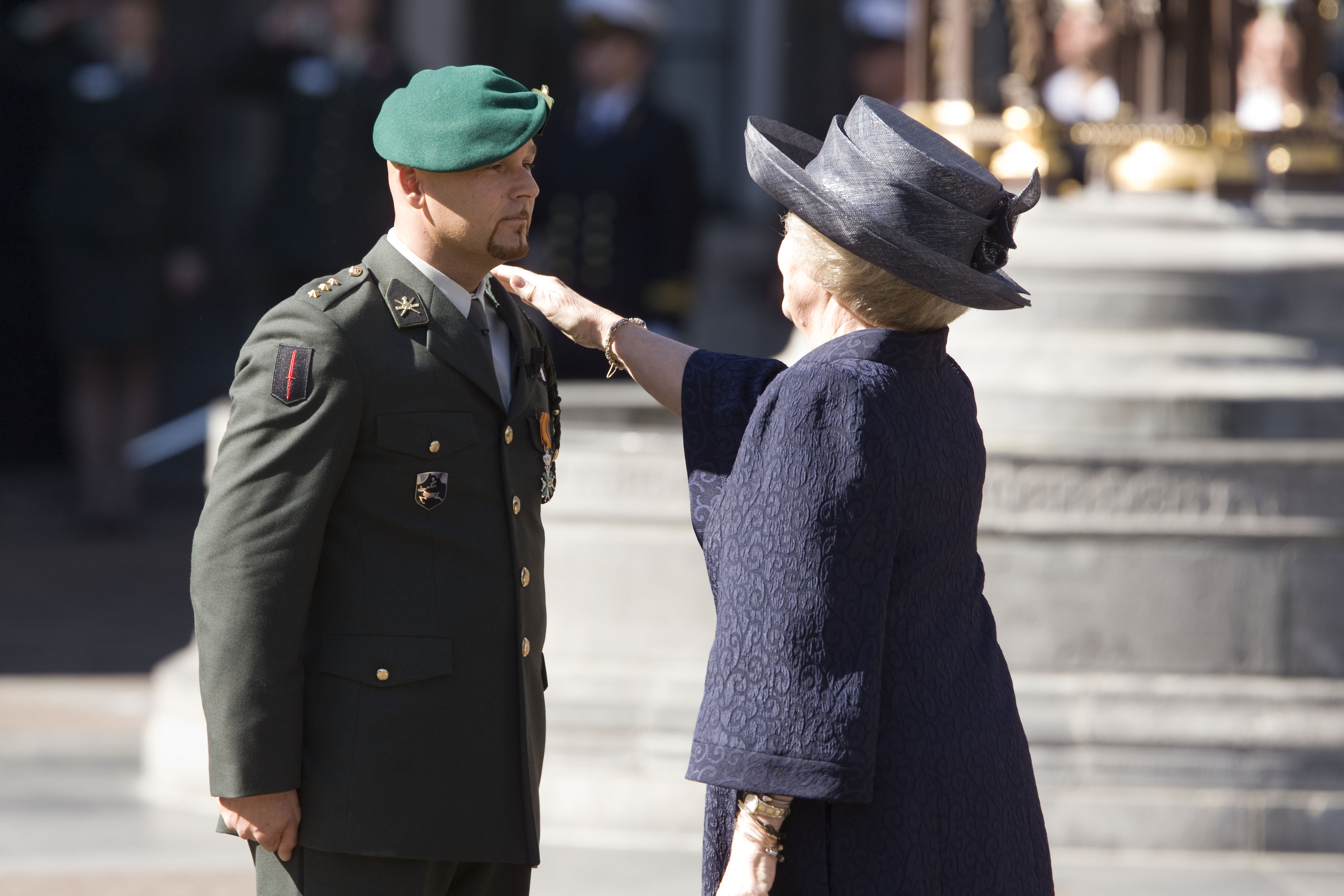
マルコ・クルーンのウィリアム軍事勲章授与式で行われたベアトリクス女王からのアコレード（2009年）

### フランス
新たにレジオンドヌール勲章を叙勲された者は、式典が軍団総長であるフランス大統領によって執り行われる場合、剣（陸軍および海軍の場合）またはダーク（空軍）で両肩を叩く。民間人の受章者や、それ以下の勲章（Merit、Arts and Letters...）を叙勲される場合は、刃物で打たれることはない。その場合、受け取るのは「抱擁」という意味を持つフランス語の称号（embrace）のみである。

### オランダ
オランダでは、ウィリアム軍事勲章（オランダの「ヴィクトリア十字章」）を授与される騎士が、まずオランダ国王（出席している場合）から、次に他の騎士から、手のひらで左肩を叩く。ただし授与される騎士は跪くことはしない。

### イギリス

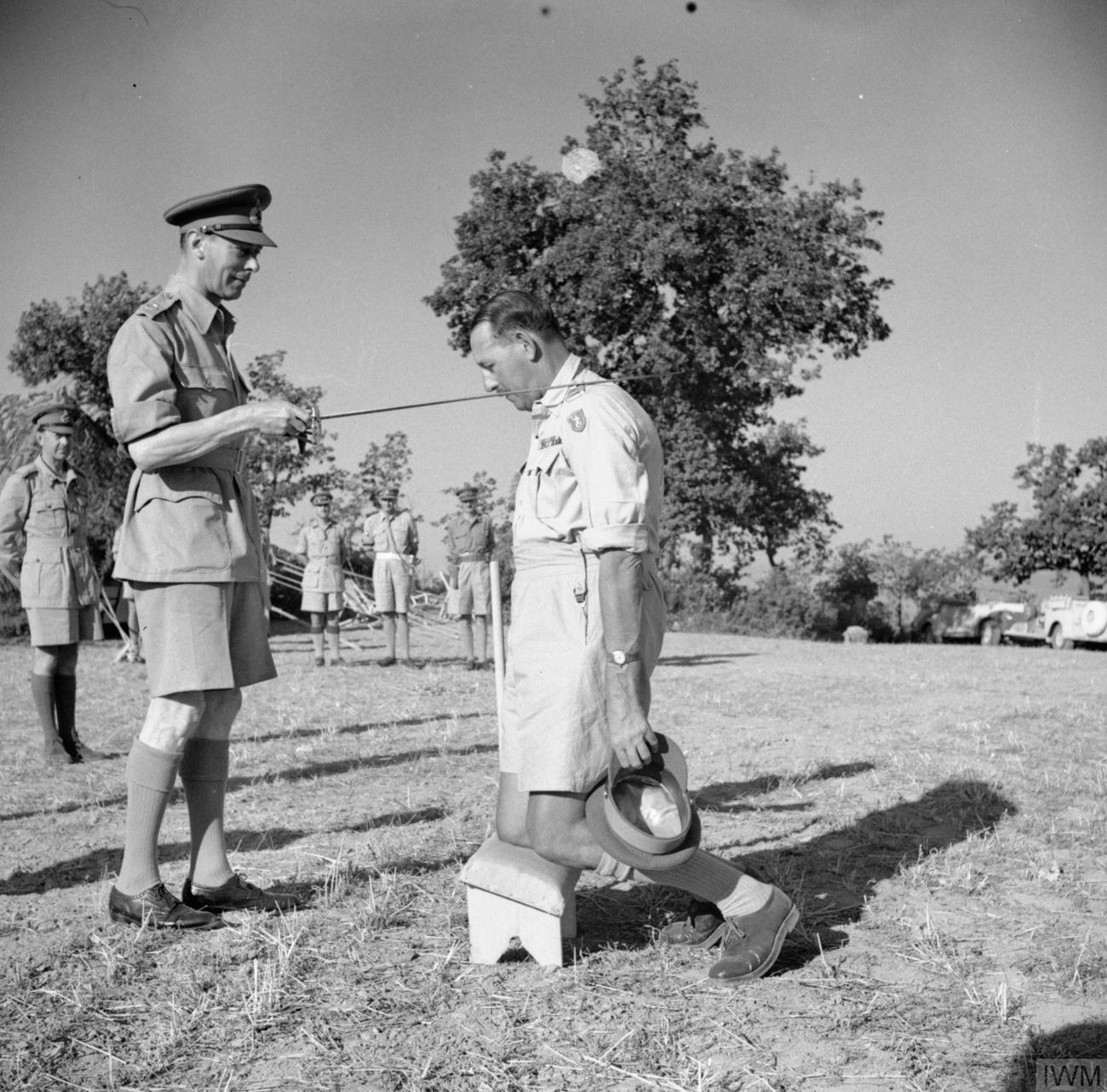
イギリス国王ジョージ6世による戦場でのオリバー・リース将軍へのアコレード（1944年）

英国で新たに叙勲される騎士はすべて、イギリスの君主または君主から委任された王子によって、両肩を剣で叩く。現在、授与されている騎士号は8種類。大英帝国勲章の下級騎士団、コマンダー、ナイト・グランド・クロス、ロイヤル・ヴィクトリア勲章、聖マイケル・聖ジョージ勲章、バス勲章、シッスル勲章の騎士団員、ガーター勲章の8種類である。
騎士号を叙勲された聖職者にはアコレードを行わない。聖職者に叙勲される場合に剣を使用することは不適切だと考えられているからである。

### バチカン
エルサレムの聖墳墓騎士団は、聖座の保護下にある騎士団であり、叙任式の際には頭と両肩に紋章が付けられる。この叙任式は、聖ミサの中で、司教の前任者によって行われる。

### 中央ヨーロッパ
中央ヨーロッパでは、ハプスブルク家の聖ジョージ勲章の叙勲時にも、アコレードが行われる。カール・ハプスブルク＝ロートリンゲンかゲオルク・ハプスブルク＝ロートリンゲンが宣誓を含む全ての儀式を行う。騎士たちは跪き、剣で両肩が叩かれる。